# Gare de Barcelone-Sants
 (janvier 2020).
Si vous disposez d'ouvrages ou d'articles de référence ou si vous connaissez des sites web de qualité traitant du thème abordé ici, merci de compléter l'article en donnant les références utiles à sa vérifiabilité et en les liant à la section « Notes et références ».
La gare de Barcelone-Sants (en catalan : estació de Barcelona-Sants) est la principale gare ferroviaire de Barcelone. Deuxième gare d'Espagne après Madrid-Atocha, avec environ 48 millions de voyageurs (banlieue + longue distance) par an. Elle fut inaugurée en 1979, après plus de 10 ans de travaux.
Elle est située sur la place des Pays Catalans dans le quartier de Sants, dans le district de Sants-Montjuïc, au nord-ouest du centre-ville. Elle est constituée de deux étages : le rez-de-chaussée accueille le bâtiment voyageurs, et on trouve dans le premier sous-sol les quais et les voies. Un hôtel, le Barceló Sants, est construit sur la gare.
Elle est notamment desservie par les AVE en provenance de Madrid, Séville et Malaga et, depuis décembre 2013, les TGV de la France. C'est également le point de départ des trains Talgo et Euromed, circulant le long de la côte méditerranéenne vers Valence, Alicante, Murcie et Lorca.

## Situation ferroviaire
Établie à une altitude de 30 mètres, la gare de Barcelone-Sants est entièrement souterraine. Elle est située au point kilométrique (PK) 013,957 de la ligne entre l'aéroport de Barcelone et Barcelone, au PK 677,368 de la ligne Madrid-Barcelone via Reus et Saragosse, au PK 099,000 de la ligne Barcelone-Tarragone, via Martorell et Cornella, au PK 369,855 de la ligne Barcelone-Saragosse via Lérida, et au PK 621,000 de la LGV Madrid-Barcelone-Figueras (qui est prolongée par la ligne de Perpignan à Figueras, permettant d'atteindre le réseau français).

## Histoire
La gare de Sants a été construite dans les années 1970 dans le cadre de la construction de la ligne transversale est-ouest qui traverse le centre de Barcelone. Au cours des 30 dernières années, la gare de Sants a récupéré la quasi-totalité du trafic de l'ancienne gare principale Estació de França, dernière gare de surface à Barcelone, construite en 1900, mais reconstruite puis inaugurée dans les années 1929, et rénovée pour les Jeux olympiques d'été de 1992, au point que la fermeture de cette gare est en question.
La station a été construite dans un style moderne d'aéroport, avec toutes ses nombreuses plates-formes situées sous terre. Néanmoins, le réaménagement de 2012 permet de rendre plus spacieux et lumineux le hall d'accueil en surface ainsi que les espaces de ventes.
Le 15 décembre 2013, les premiers trains TGV partent vers la France. Ce même jour, la ligne est inaugurée entre Perpignan et Barcelone.

## Service des voyageurs

### Accueil
Gare principale de Barcelone, elle est située au bout de l'Avinguda de Roma, entre la place des Pays Catalans et la place Joan Peiró et dispose d'une entrée sur chacune de ces places. Elle est gérée par ADIF. Elle dispose notamment de points de vente, points d'information, billetterie, service à la clientèle, de casiers et toilettes.
On y trouve également plusieurs cafés et restaurants, boutiques de cadeaux, magasins, services de location de voiture et un poste de police sont installés dans son périmètre. Un hôtel quatre étoiles (Hôtel Barceló Sants) occupe la majeure partie des étages supérieurs du bâtiment en surface de la gare.

### Desserte
La gare comporte 14 voies, qui sont desservies de la façon suivante :

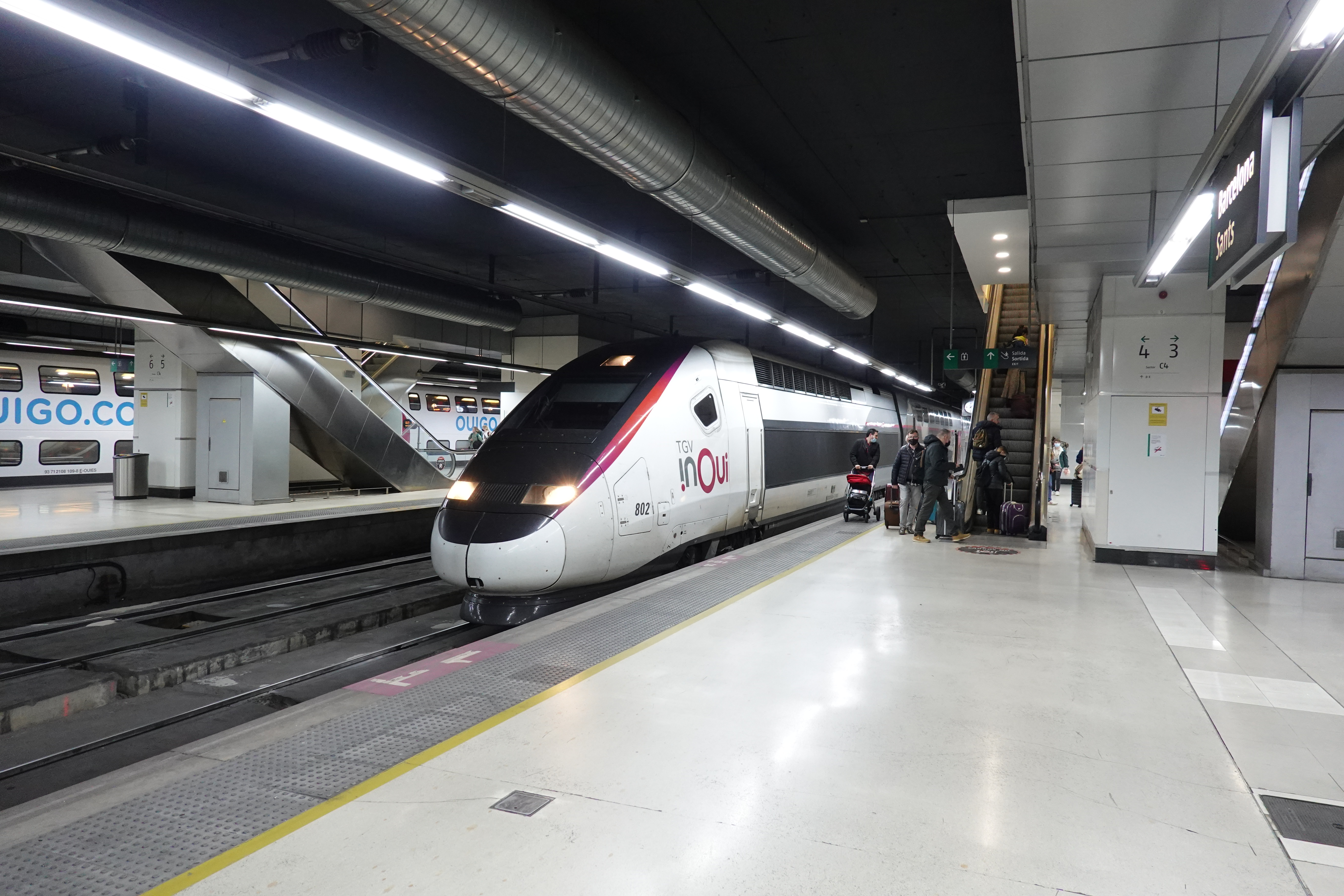
Une rame Euroduplex en gare.

- voies 1 à 6 : AVE, Avant, Alvia, TGV inOui, Ouigo, Iryo (es), Euromed ;
- voies 7, 8, 9 et 10 :
  - Rodalia de Barcelone : R1, R3, R4,
  - Rodalies de Catalunya : R12 ;
- voies 11, 12, 13 et 14 :
  - Rodalia de Barcelone : R2, R2 Nord, R2 Sud,
  - Rodalies de Catalunya : R11, R13, R14, R15, R16,
  - Media Distancia : MD34,
  - Intercity.

### Intermodalité
La gare est reliée au réseau du métro de Barcelone, exploité par les Transports Metropolitans de Barcelona. La station TMB est dénommée Sants Estació. Les lignes L3 et L5 du métro de Barcelone desservent cette station.
La gare routière internationale de Sants est située à proximité de la gare.